# District du Haut-Palatinat
Le district du Haut-Palatinat (en allemand : Regierungsbezirk Oberpfalz) est une des sept circonscriptions de la Bavière, en Allemagne. 
La capitale du Haut-Palatinat est Ratisbonne. 

## Situation géographique
Située dans l'est de la Bavière, le district est limitrophe de la Tchéquie (à l'est), de la Basse-Bavière (au sud), de la Haute-Bavière (au sud-ouest), de la Moyenne-Franconie à l'ouest et, au nord, de la Haute-Franconie. Il est subdivisé en deux régions (Planungsverband) : Haut-Palatinat-Nord (de) et Ratisbonne.
Drainée par le Naab, c'est une région de moyenne montagne moins habitée, un paysage aux vastes forêts et de nombreux lacs. Parmi les paysages remarquables figurent la forêt du Haut-Palatinat et la forêt de Bavière, ainsi que les vallées de la Naab et de la Vils. Les plus grandes villes de la région sont Ratisbonne, Weiden, Amberg, Neumarkt et Schwandorf. 
Ancienne région minière, le nombre de personnes employées dans l'agriculture et dans le secteur manufacturier n'a cessé de diminuer depuis 1994. La sidérurgie à Sulzbach-Rosenberg et à Maxhütte-Haidhof s'est éteinte et seule l'agglomération de Ratisbonne est un centre industriel encore actif. Aujourd'hui, le tourisme est un facteur essentiel de l'économie. En plus, on y compte de nombreux camps militaires (dont Grafenwöhr).

## Population
Population du Haut-Palatinat :
| 1939 | 694 742   |
| 1950 | 906 822   |
| 1961 | 898 580   |
| 1970 | 963 833   |
| 1987 | 969 868   |
| 2002 | 1 088 929 |

## Villes-arrondissements(Kreisfreie Städte)
1. Amberg
2. Ratisbonne
3. Weiden

## Arrondissements(Landkreise)
1. Arrondissement d'Amberg-Sulzbach
2. Arrondissement de Cham
3. Arrondissement de Neumarkt-en-Haut-Palatinat
4. Arrondissement de Neustadt-sur-la-Waldnaab
5. Arrondissement de Ratisbonne
6. Arrondissement de Schwandorf
7. Arrondissement de Tirschenreuth

## Anciens arrondissements (1862-1972)
1. Arrondissement d'Amberg (de)
2. Arrondissement de Beilngries (de)
3. Arrondissement de Burglengenfeld (de)
4. Arrondissement de Cham
5. Arrondissement d'Eschenbach-en-Haut-Palatinat (de)
6. Arrondissement d'Hemau (de) (jusqu'en 1879)
7. Arrondissement de Kemnath (de)
8. Arrondissement de Nabburg (de)
9. Arrondissement de Neumarkt-en-Haut-Palatinat
10. Arrondissement de Neunburg-des-Bois (de)
11. Arrondissement de Neustadt-sur-la-Waldnaab
12. Arrondissement d'Oberviechtach (de) (à partir de 1900)
13. Arrondissement de Parsberg (de)
14. Arrondissement de Ratisbonne
15. Arrondissement de Riedenburg (de) (à partir de 1908)
16. Arrondissement de Roding (de)
17. Arrondissement de Stadtamhof (de) (jusqu'en 1929)
18. Arrondissement de Sulzbach-Rosenberg (de)
19. Arrondissement de Tirschenreuth
20. Arrondissement de Velburg (de) (jusqu'en 1879)
21. Arrondissement de Vohenstrauß (de)
22. Arrondissement de Waldmünchen (de)

## Gastronomie
Les Pfälzer Bauernseufzer sont des saucisses typiques de la région.